# Universitat de Växjö
La Universitat de Växjö (Växjö universitet en suec) és una universitat estatal de Växjö, al sud de Suècia. Fou establerta el 1999, quan una antiga alta escola creada el 1967 i depenent de la Universitat de Lund guanyà l'estatus d'universitat (el dret de fer recerca) pel Govern de Suècia.

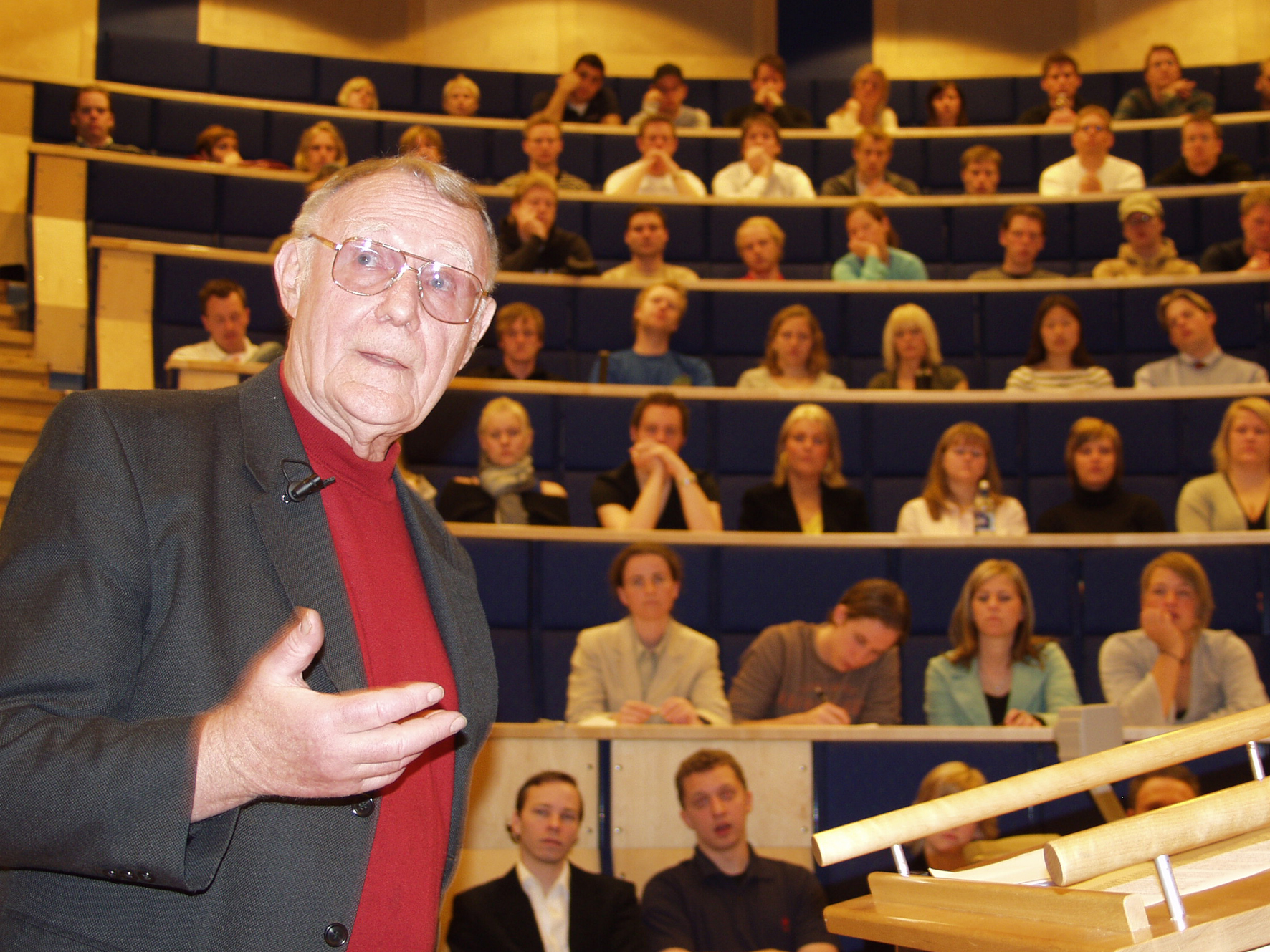
Conferència de Ingvar Kamprad, fundador d'IKEA a la Universitat de Växjö

Des de l'1 de gener de 2010, va quedar integrada en la nova Universitat Linnaeus creada en honor de Carl von Linné amb dos campus: el de Växjö i un altre a Kalmar format a partir de l'antic Kalmar College.